# Rafał Tarnowski (zm. 1441)
Rafał Tarnowski herbu Leliwa (XIV wiek zm. 28 maja 1441 roku) – kasztelan wojnicki w 1439 roku, starosta generalny ruski w latach 1440–1441, dworzanin królewski.

## Życiorys
Syn Spytka I Jarosławskiego i Sandochny ze Zgłobienia. Był właścicielem Jarosławia i Przeworska. 

## Rodzina
Od 1419 r. był w związku z Anną z Szamotuł z którą miał czworo dzieci:
- Beata Jarosławska
- Jan Jarosławski z Przeworska
- Spytek Jarosławski (ok. 1436–1519)
- Rafał Jakub Jarosławski